# Bernard Gardiner
Bernard Gardiner (baptisé le 25 septembre 1668 - 22 avril 1726) est un universitaire à l'Université d'Oxford, directeur du All Souls College, Oxford  et également vice-chancelier de l'Université d'Oxford ,.

## Biographie
Gardiner est le fils de Sir William Gardiner, 1er baronnet, avocat et homme politique, et est baptisé à Fareham, Hampshire, le 25 septembre 1668. Il fait ses études au Magdalen College d'Oxford, s'y inscrivant en novembre 1684 et détenant une bourse, mais perd son poste lors d'une bataille pour le contrôle de l'institution entre les responsables du collège et Jacques II. Gardiner obtient son baccalauréat ès arts en 1688 et devient Fellow du All Souls College l'année suivante. Thomas Tenison, l'archevêque de Cantorbéry, le nomme directeur (chef) de All Souls en 1702. Il obtient ensuite les diplômes de baccalauréat en droit civil en 1693 et de doctorat en droit civil en 1698.
Au sein de l'Université d'Oxford il est aussi gardien des archives à partir de 1703 et vice-chancelier de l'Université de 1712 à 1715 . Gardiner prend des mesures pour s'assurer que les boursiers des collèges d'Oxford respectent leurs obligations de résider à Oxford et, pour les boursiers de certains collèges, de devenir prêtres. Il a un certain succès, mais pas complet, car certains des errants ont de puissants partisans. Gardiner lui-même est ordonné et est vicaire d'Ambrosden, Oxfordshire, à partir de 1708 et recteur de Hawarden, Flintshire, à partir de 1714. Il aide à organiser la reconstruction de All Souls par Nicholas Hawksmoor et George Clarke.
Gardiner épouse Grace, fille et héritière de Sir Sebastian Smythe, de Cuddeston, Oxfordshire, médecin du roi Guillaume III, et meurt le 22 avril 1726 à Oxford. Ses domaines passent à sa fille, Grace, qui épouse Robert Whalley en 1742  dont les fils deviennent les baronnets Whalley-Smythe-Gardiner.